# Aulonothroscus sparsepunctatus
Aulonothroscus sparsepunctatus là một loài bọ cánh cứng trong họ Throscidae. Loài này được Pic miêu tả khoa học năm 1927.